# Thomas Pitfield
Thomas Baron Pitfield (Bolton, 5 avril 1903 – Bowdon, 11 novembre 1999) est un compositeur, poète, artiste graphique, graveur, calligraphe, artisan ébéniste et professeur de composition britannique.

## Biographie
Thomas Pitfield quitte l'école à quatorze ans pour l'apprentissage. Il prend des leçons particulières de piano et de violoncelle. Bien qu'essentiellement autodidacte en tant que compositeur, Thomas Pitfield étudie néanmoins une année seulement, l'harmonie au Royal Manchester College of Music en 1924, où il reçoit l'enseignement de  Thomas Keighley, Frank Merrick et Carl Fuchs. Pour ses compositions, il reçoit aussi les conseils de Eric Fogg. Ses premières publications sont le Prelude Minuet and Reel pour piano (1931) et un Trio pour piano (1932–1933) éditées par Oxford University Press. 
Il est également illustrateur de livre et poète,. Sous la recommandation du compositeur et éditeur Hubert J. Foss, il réalise la couverture de la partition de la Simple Symphony de Benjamin Britten, pour les mêmes presses. Il remporte une bourse pour étudier l'art et l'ébénisterie à la Bolton School of Art. Il poursuit des études d'ingénieur et de peinture. Après une formation de professeur, il est maître d'art au Tettenhall College, à Wolverhampton. En tant que pacifiste, il rejoint le Peace Pledge Union. Pendant la Seconde Guerre mondiale, il est inscrit comme objecteur de conscience, à condition qu'il continue à enseigner.
De 1947 à 1973, il enseigne la composition au Royal Manchester College of Music, où ses élèves comprennent notamment David Ellis, John Golland, John McCabe, John Ogdon et Ronald Stevenson,.
Entre 1986 et 1993, il rédige trois volumes de son autobiographie qui débute par No Song, No Supper. Il continue à créer de l'art et de la musique, passés ses quatre-vingts ans.

## Œuvre
En tant que compositeur Pitfield est influencé par Ralph Vaughan Williams, Percy Grainger et Frederick Delius. Il est un compositeur prolifique et ses compositions comprennent des collections de miniatures pour étudiants et amateurs, un Sinfonietta en cinq mouvements, un Trio pour flûte, hautbois et piano, des concertos pour piano, violon, flûte à bec et percussions, une sonate pour xylophone, une Sonate pour hautbois, et des œuvres pour accordéon, harpe celtique (clársach) et harmonica. Il a aussi inventé un instrument appelé « patterphone » pour produire le son de la pluie. De nombreuses compositions sont portées par un sens de l'humour et d'autres par une veine de profondeur. Un de ses traits stylistiques est l'usage de mesures irrégulières, notamment le 
 et celui de matériaux mélodiques folkloriques.
Il compose pour de nombreux artistes reconnus, tels que Léon Goossens, Evelyn Rothwell, Archie Camden, Dolmetsch et Osian Ellis.
Sa musique a été publiée par plus de cinquante éditeurs. Hubert J. Foss de l'Oxford University Press a publié plusieurs de ses compositions, des illustrations, des frontispices et des dessins de couvertures, qu'il a réalisé pour diverses publications, notamment celle de la Simple Symphony de Benjamin Britten.

### Poésie
- The Poetry of Trees, Londres, Knights Press 1944 (OCLC 53077969) — avec linogravures de l'auteur

### Autobiographie
- No Song, No Supper, Thames Publishing, 1986 (OCLC 60050164)
- Song after Supper, Thames Publishing, 1990 (OCLC 60349912) — introduction de Michael Kennedy.
- A Cotton Town Boyhood, Altrincham, Kall Kwik 1995 (OCLC 60349773)

### Technique musicale
- Musicianship for Guitarists, Londres, Mills Music 1959 (OCLC 14766569)
- Musicianly Scale Practice: a supplementary scale book, Londres, Boosey and Hawkes 1962 (OCLC 35291511)

## Discographie
- English recorder music : Malcolm Arnold ; Philip Lane ; Thomas Pitfield et Gavin Sutherland (avril/décembre 1999, Olympia / Naxos 8.572 503) (OCLC 937787406)
- Concertos pour piano nos 1 et 2, Sonate pour xylophone, Toccata - Anthony Goldstone et Peter Donohoe, piano ; Royal Northern College of Music Orchestra, dir. Andrew Penny (6-8 décembre 2003, Naxos 8.557 291) (OCLC 62302933)
- Sonatine pour contrebasse et piano - Leon Bosch, contrebasse ; Sung-Suk Kang, piano (2007, Meridian Records) (OCLC 605078465) — avec d'autres œuvres de Elisabeth Luytens, John McCabe, Gordon Jacob…